# 朝峯神社

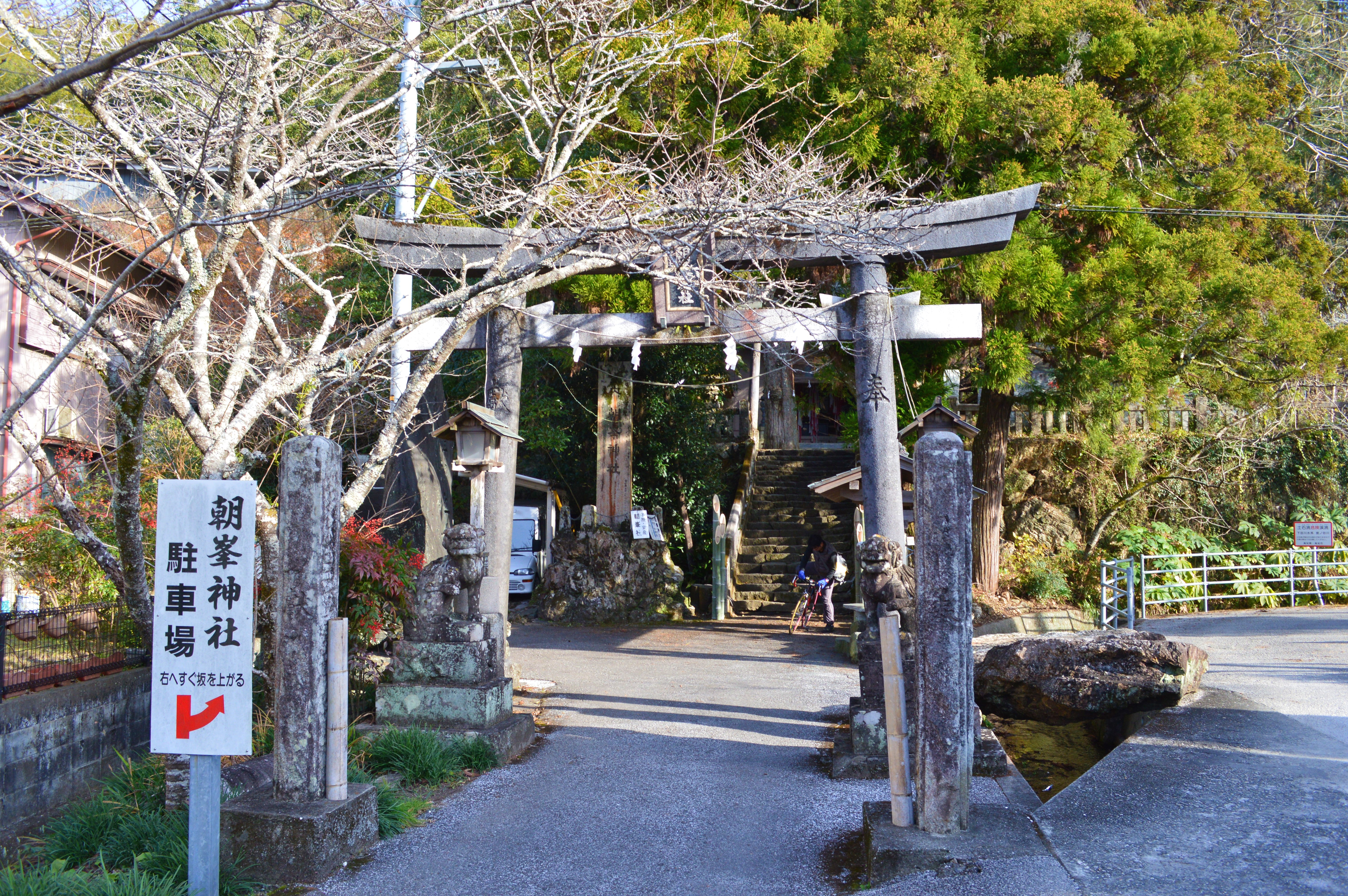
鳥居

朝峯神社（あさみねじんじゃ）は、高知県高知市介良にある神社。式内社で、旧社格は郷社。

## 祭神
祭神は次の3柱。神体は鏡とする。
主祭神
- 木之花咲耶姫命 （このはなさくやひめのみこと）

相殿神
- 爾爾伎之命 （ににぎのみこと） - 木之花咲耶姫命の夫神。
- 大山祇命 （おおやまつみのみこと） - 木之花咲耶姫命の父神。

記紀神話において木之花咲耶姫命には出産伝承・造酒伝承があることから、安産・子授けの信仰、酒造の信仰がある。

## 歴史

### 創建

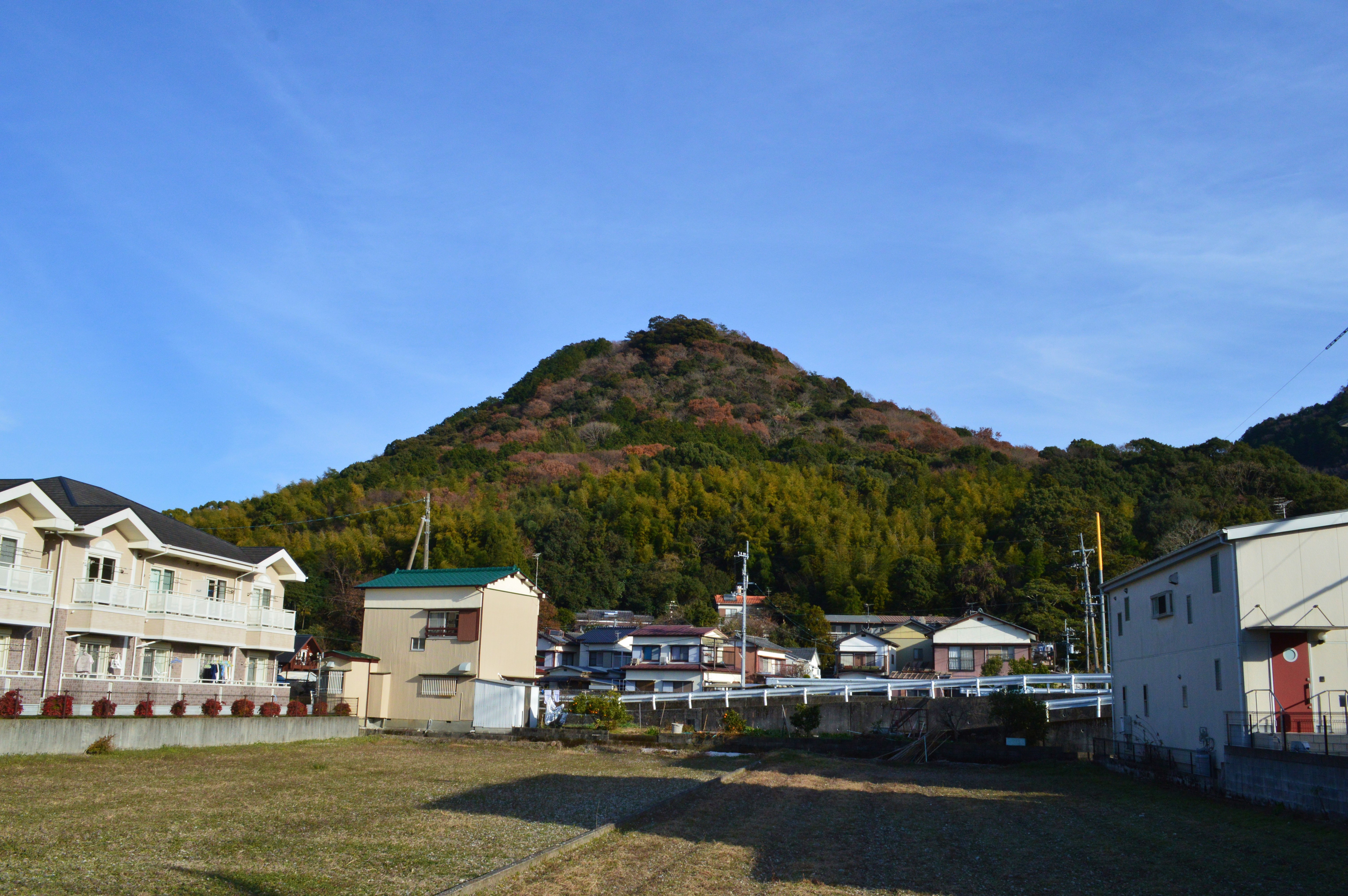
神体山とする介良山（介良富士）

創建は不詳。鉢伏山の北の峰の介良山（介良富士）の西麓に鎮座し、この介良富士を神体山として祀るという。時期不明ながら、浅間神社（富士山を祭祀）からの勧請が創祀と伝える。
周辺には宮の谷古墳・高間原古墳群・高天原古墳群など多くの古墳時代後期の古墳が所在し、朝峯神社の存在はこれらを営んだ豪族と対比される。

### 概史
国史では、貞観8年（866年）に「朝岑神」の神階が従五位下から従五位上 に昇叙されたと見える。
延長5年（927年）成立の『延喜式』神名帳では土佐国長岡郡に「朝峯神社」と記載され、式内社に列している。『和名抄』に見える地名のうちでは、現鎮座地は長岡郡気良郷に比定される。
中世には当地の豪族の横山氏から崇敬を受け、横山氏による造営があったことが棟札等に見える。天正16年（1588年）の『介良庄地検帳』では「朝峯大明神」として記載があり、規模として「一社、舞殿横殿、五間弐間、鳥居馬場」とあるほか、多くの神領が記されている。
江戸時代には、元文4年（1739年）の社殿修復に際して近隣の西養寺との間で訴訟を起こしたと『南路志』に記されている。また明和2年（1765年）には、土佐藩主山内家の祈願所の8社目に加えられて崇敬を受けた。
明治5年（1872年）、近代社格制度において郷社に列した。

### 神階
- 貞観8年（866年）6月20日、従五位下から従五位上 （『日本三代実録』） - 表記は「朝岑神」。

## 境内
本殿は拝殿から約10メートルほどの高所にあり、「甕の巌屋」と称される女陰岩の前に鎮座する。
なお朝峯神社近くには、源希義（源頼朝の実弟）の霊を祀った西養寺がかつて存在し（現在は廃寺）、その跡地には希義の墓塔と伝える無縫塔が残されている。

## 祭事
- 夏祭 （7月10日）[8]
- 秋祭 （10月第3日曜） - 祭礼は高知市指定無形民俗文化財[9]。

## 文化財

### 高知市指定無形民俗文化財
- 朝峯神社祭礼 - 平成11年7月15日指定[9]。